# Великий детектив Холмс
«Великий детектив Холмс» (яп. 名探偵ホームズ Мэйтантэй Хо:мудзу, также известен как «Шерлок Пёс») — аниме-сериал из 26 серий режиссёров Кёсукэ Микурии и Хаяо Миядзаки по мотивам книг Артура Конан Дойла. Снят студией Tokyo Movie Shinsha в период с 1984 по 1985 годы. Композитор Ханэда Кэнтаро.

## Сюжет
Основана на серии книг сэра Артура Конан Дойла о Шерлоке Холмсе. В «Детективе Холмсе» все классические герои выглядят как собаки. Холмс, его друг доктор Ватсон и миссис Хадсон расследуют загадочные преступления. Профессор Мориарти и его банда совершают преступления, которые и расследуют отважные детективы.

### 1 серия. Знак Четырёх
В первой серии Холмс отправляется на корабле на континент. Здесь он знакомится с доктором Ватсоном. Однако во время плаванья их догоняют бенгальские пираты, которым необходимо что-то получить от одного из пассажиров корабля. Холмс с Ватсоном бросаются на выручку.

### 2 серия. Профессор Мориарти и берилловая диадема
Доктор Ватсон переезжает на Бейкер стрит, 221Б. Утром он разбужен визитом клиента к Холмсу. Точнее, это клиентка — мисс Шилдс, невеста сына господина Сэмпсона, из особняка которого накануне похищена берилловая диадема. Полиция во главе с инспектором Лестрейдом подозревает в краже сына Сэмпсона, которого застали на месте преступления. Однако диадемы при нём не было.
Холмс выясняет, где может быть спрятана диадема, и устраивает засаду. Оказывается, что к краже причастны люди профессора Мориарти. Однако самого профессора поймать не удаётся.

### 3 серия. Секрет маленькой Марты
Лондон наводнён поддельными монетами. Инспектор Лестрейд из Скотланд-Ярда сбился с ног, чтобы найти преступника. Холмс понимал, что масштаб преступления характерен для профессора Мориарти, но как его найти?
В это же время у маленькой Марты, получившей письмо от отца, уехавшего на несколько дней на работу по объявлению, пропала любимая кошка — миссис Холли. И девочка отправилась к детективу Холмсу, прихватив с собой папино письмо и газету с объявлением. Изучив письмо, Холмс нашёл отгадку долгого отсутствия отца девочки. Пообещав найти кошку попозже, детектив вместе с верным доктором Ватсоном отправился на поиски пропавшего отца и профессора Мориарти.

### 4 серия. Похищение миссис Хадсон.
Мориарти, чтобы победить Шерлока Холмса, решил найти его слабое место. Рассмотрев несколько фотографий, он понимает, что сыщику нравится миссис Хадсон, поэтому его сообщники пишут Шерлоку Холмсу и доктору Ватсону фальшивое письмо, а потом усыпляют и выкрадывают молодую домоуправительницу.
Попав в руки к профессору, Мэри помогает ему прибраться в комнате. А сам профессор заставляет сыщика выкрасть знаменитую Джоконду, в обмен на миссис Хадсон.
Мэри Хадсон готовит для профессора его любимый пирог. Мориарти влюбляется в миссис Хадсон.

### 5 серия. Голубой карбункул
Профессор, воспользовавшись суматохой, крадёт камень и тут же теряет его.

## Персонажи
- Шерлок Холмс

Частный детектив. «Я эксперт ботаники, химии, физики» — сказал он о себе в первой серии, при знакомстве с доктором Ватсоном.
- Джон Ватсон

Отставной военный врач.
- Мэри Хадсон

19 лет, вдова, домоправительница у Холмса.
- Профессор Мориарти

Главный антагонист сериала.